# Macronycteris
Macronycteris is een geslacht van zoogdieren uit de familie van de bladneusvleermuizen van de Oude Wereld (Hipposideridae). De wetenschappelijke naam van het geslacht werd in 1866 gepubliceerd door John Edward Gray.

## Soorten
Er worden 5 soorten in dit geslacht geplaatst:
- Macronycteris commersonii (É. Geoffroy Saint-Hilaire, 1813) – Reuzenrondbladneus
- Macronycteris cryptovalorona (Goodman, M. C. Schoeman, Rakotoarivelo, & Willows-Munro, 2016)
- Macronycteris gigas (J. A. Wagner, 1845)
- Macronycteris thomensis (du Bocage, 1891)
- Macronycteris vittata (W. C. H. Peters, 1851)